# 科內霍斯縣 (科羅拉多州)
科內霍斯县（英語：Conejos County）是美国科羅拉多州南部的一個縣，南鄰新墨西哥州，面積3,343平方公里。根據2020年美國人口普查，共有人口7,461人。縣治科內霍斯（Conejos）。該縣成立於1861年11月1日，是該州最早成立的十七個縣之一；縣名來自科內霍斯河（Conejos River）。